# Węglowodory

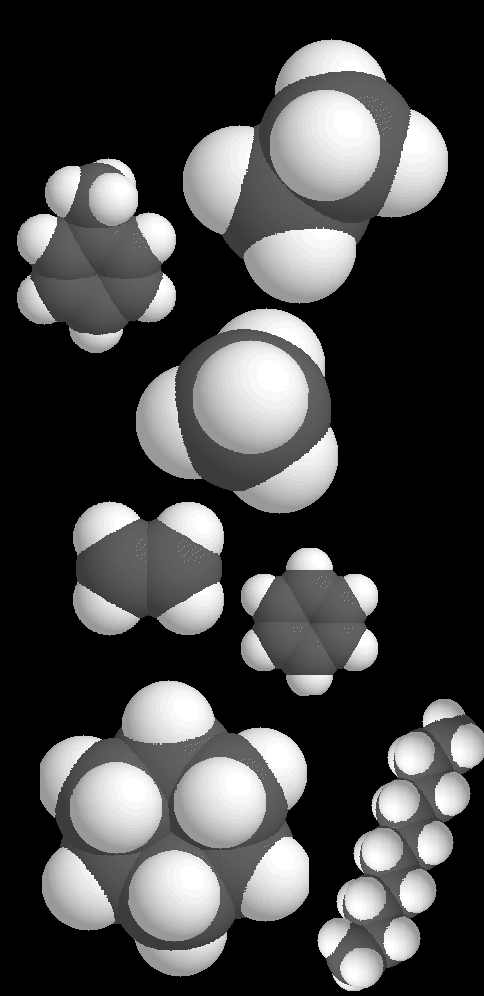
Modele czaszowe węglowodorów, od góry: etan, toluen, metan, etylen, benzen, cykloheksan, heksan (kolor szary – atomy węgla, kolor biały – atomy wodoru)

Węglowodory – organiczne związki chemiczne zawierające w swojej strukturze wyłącznie atomy węgla i wodoru. Wszystkie one składają się z podstawowego szkieletu węglowego (powiązanych z sobą atomów węgla) i przyłączonych do tego szkieletu atomów wodoru. Sam pierwiastek węgiel nie jest jednak węglowodorem.
Węglowodory są podstawowym składnikiem ropy naftowej, która stanowi ich podstawowe źródło w przemyśle. Innym źródłem węglowodorów są procesy tzw. suchej destylacji drewna i zgazowywania węgla. Oprócz tego węglowodory o złożonej budowie pełnią rozmaite role w organizmach żywych (np. karotenoidy).
Węglowodory ze względu na występowanie wiązań wielokrotnych węgiel-węgiel dzieli się na:
- nasycone, zwane inaczej alkanami, w których występują jedynie wiązania pojedyncze
- węglowodory nienasycone, zawierająca wiązania wielokrotne węgiel-węgiel, w tym:
  - alkeny (olefiny) – zawierające jedno wiązanie podwójne (np. etylen)
  - alkiny – w których występują wiązania potrójne węgiel-węgiel (np. acetylen)

Ponadto znanych jest wiele typów węglowodorów zawierających więcej niż jedno wiązanie nienasycone, np.:
- dieny – zawierające dwa wiązania podwójne, wśród których można dodatkowo wyróżnić:

- alleny – w których występują skumulowane układy wiązań podwójnych (C=C=C) (np. 1,2-butadien)
- dieny sprzężone – w których występują dwa wiązania podwójne przedzielone jednym pojedynczym: (C=C−C=C) (np. 1,3-butadien)

- polieny – w których występuje więcej niż dwa wiązania podwójne.
- węglowodory aromatyczne – w których występują struktury pierścieniowe ze specyficznie sprzężonymi układami wiązań podwójnych (np. benzen).

Inny podział węglowodorów wynika z topologii ich łańcuchów:
- liniowe – w których występują ściśle liniowe łańcuchy węglowe – np. n-oktan[1]
- rozgałęzione – w których występują boczne odgałęzienia w łańcuchu – np. izooktan, izopren[1]
- cykliczne – w których występują pierścienie węglowe – np. cykloheksan
- policykliczne – w których występują dwa lub więcej pierścieni cyklicznych, w których część atomów węgla jest "współdzielona" np. nasycona dekalina lub aromatyczny naftalen
- bi- i więcej cykliczne – w których występują dwa lub więcej "przeplatających" się układów pierścieniowych, np. adamantan
- mieszane – w których występują różne kombinacje układów cyklicznych, liniowych i rozgałęzionych – np. karoteny lub cholesterol.